# Zbigniew Bajko
Zbigniew Bajko (ur. 11 października 1955 w Holeszowie) – polski samorządowiec, w latach 1994–1998 prezydent Chełma.

## Życiorys
Z wykształcenia inżynier budownictwa. Od początku lat 90. związany z chełmskim samorządem. W latach 1994–1998 sprawował urząd prezydenta tego miasta, w 2006 był zastępcą Krzysztofa Grabczuka ds. oświaty, kultury, sportu i spraw społecznych.
Pracował też w Miejskim Przedsiębiorstwie Gospodarki Komunalnej Sp. z o.o., m.in. pełnił funkcję jej prezesa. W wyniku wyborów z 2006 powrócił do rady miasta z listy lokalnego komitetu wyborczego związanego z Platformą Obywatelską. Objął następnie stanowisko wiceprzewodniczącego chełmskiej rady miasta. W 2018 został przewodniczącym rady nadzorczej Miejskiego Przedsiębiorstwa Gospodarki Komunalnej w Chełmie. Pełnił tę funkcję do 2020, pozostając nadal członkiem rady nadzorczej.
W 2010 odznaczony Brązowym Krzyżem Zasługi.